# Alois Tomáš Raimund z Harrachu
Alois Tomáš Rajmund, hrabě Harrach (německy Aloys Thomas Raimund, Graf von Harrach, 7. března 1669, Vídeň – 7. listopadu 1742, tamtéž) byl rakousko-český aristokrat, císařský politik, diplomat, rytíř Řádu zlatého rouna a místokrál neapolský a sicilský.

## Život
Alois, hrabě Harrach pocházel ze starého, původem jihočeského rodu Harrachů. Jeho otcem byl Ferdinand Bonaventura I., hrabě Harrach, matkou pak hraběnka Jana Terezie z Lamberka (1639–1716) Alois se r. 1693 stal jedním z radů císařovy Říšské dvorské rady a r. 1694 císařským vyslancem v Drážďanech, v letech 1697–1700 působil ve stejné funkci ve Španělsku a v roce 1711 se znovu ocitl v Drážďanech a ihned na to se vydal do Berlína a Hannoveru na diplomatickou misi. Téhož roku byl pověřen výkonem říšského dědičného úřadu číšníka během korunovace císaře Karla VI. ve Frankfurtu. Pověřen byl proto, že oprávněný dědičný číšník, hrabě Vollrath Schenck z Limpurgu se tehdy nedostavil. V letech 1715–1742 držel Alois Tomáš úřad nejvyššího zemského maršálka v Dolních Rakousích. V letech 1728–1733 byl místokrálem neapolským a sicilským, což mu umožnilo v Neapoli získat řadu uměleckých děl, dnes vystavených v rodové galerii na rakouském zámku Rohrau. Od roku 1734 až do své smrti byl Harrach členem tzv. Tajné státní konference, privátního poradního orgánu habsburských císařů a králů.

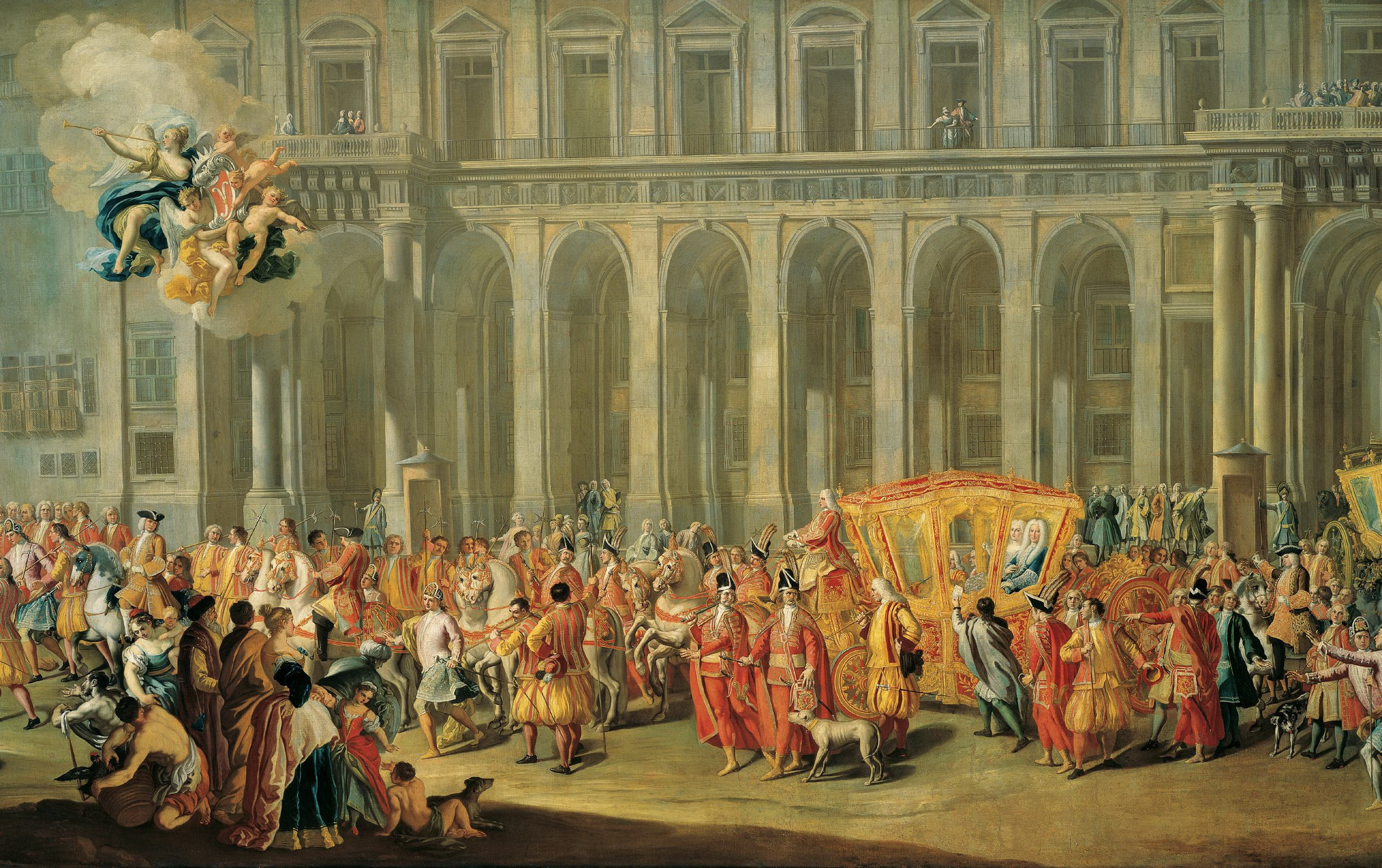
Nicola Maria Rossi: Slavnostní výjezd místokrále Aloise Tomáše z Harrachu z Palazzo Reale v Neapoli (kolem 1730)

Patřil k významným stavebníkům své doby a mnohokrát pověřil předního barokního architekta, Johanna Lukase von Hildebrandta, aby mu přestavěl zámek Prugg v Brucku nad Litavou a vídeňský palác Harrachů na Ungarngasse.

## Erb a rodová aliance
Alois Tomáš z Harrachu se podruhé oženil s Annou Cecílií, poslední příslušnicí štýrského hraběcího rodu Thannhausenů. Aby jméno a erb rodu nezaniklo, vydal císař Josef I. dne 26. ledna 1708 diplom, který povoloval, aby brucká větev Harrachů připojila napříště ke svému jménu i predikát z Thannhausenu a přijala také thannhausenský erb. Od té doby je erb Harrachů (3 pštrosí pera vyrůstající ze zlaté koule uprostřed červeného pole) umístěn na středním štítku erbu, zatímco erbovní pole 1 a 4 zobrazuje zlatý orlí pařát na černém poli, znak Thannhausenů, a pole 2 a 3 jsou rozdělená na dvě zlatá a červená menší pole, dělená pokosem černým a bílým břevnem, bývalý znak rodu Aeckherlinů, který Thannhausenové dříve podobně "zachránili před vymřením". Na erbovním štítě leží hraběcí korunka a z ní vyrůstají čtyři turnajové přilby s korunkami a klenoty. Vnitřní přilba heraldicky vpravo (tj. opticky vlevo) s červeným chocholem, ve kterém je vetknut harrachovský znak se třemi pštrosími pery, patří Harrachům stejně jako vnější přilba vpravo se dvěma buvolími rohy, z nichž z každého vyrůstá šest pštrosích per. Vnitřní přilba vlevo s klenotem ve tvaru orlího spáru je thannhausenská a vnější přilba vlevo s chocholem v barvách rodu patří Aeckherlinům.

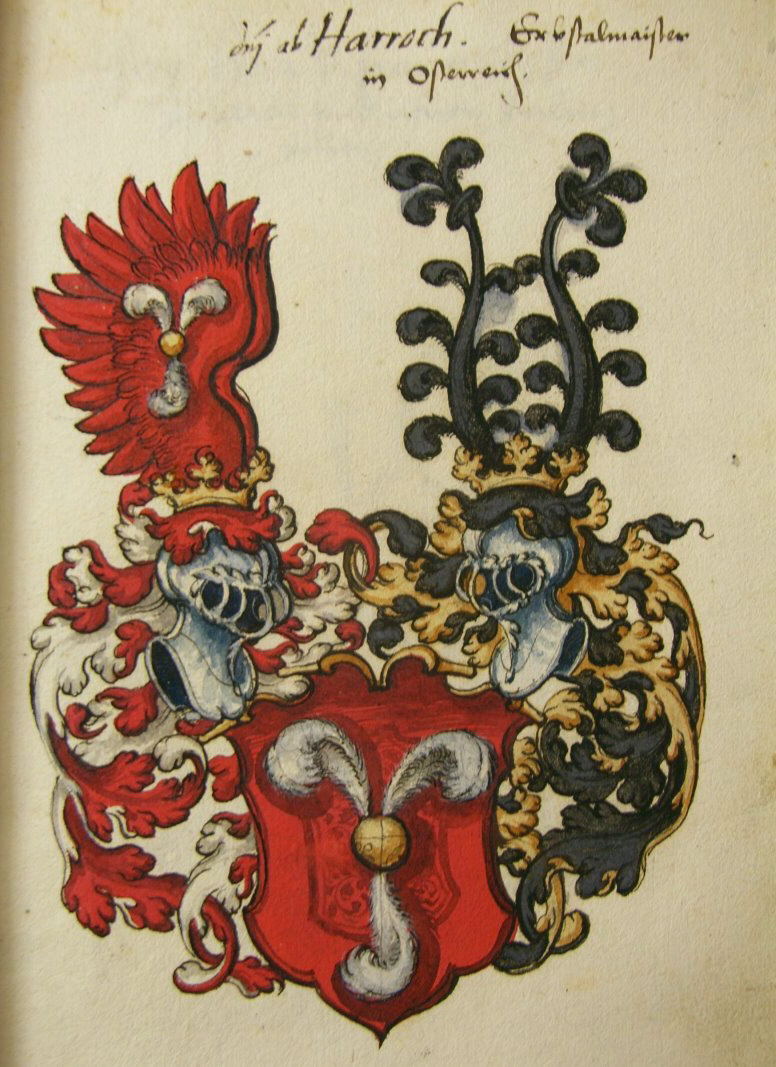
Podoba erbu Harrachů v 16. století z erbovníku: „Allerlay Wapen“ (čes. veškeré znaky)
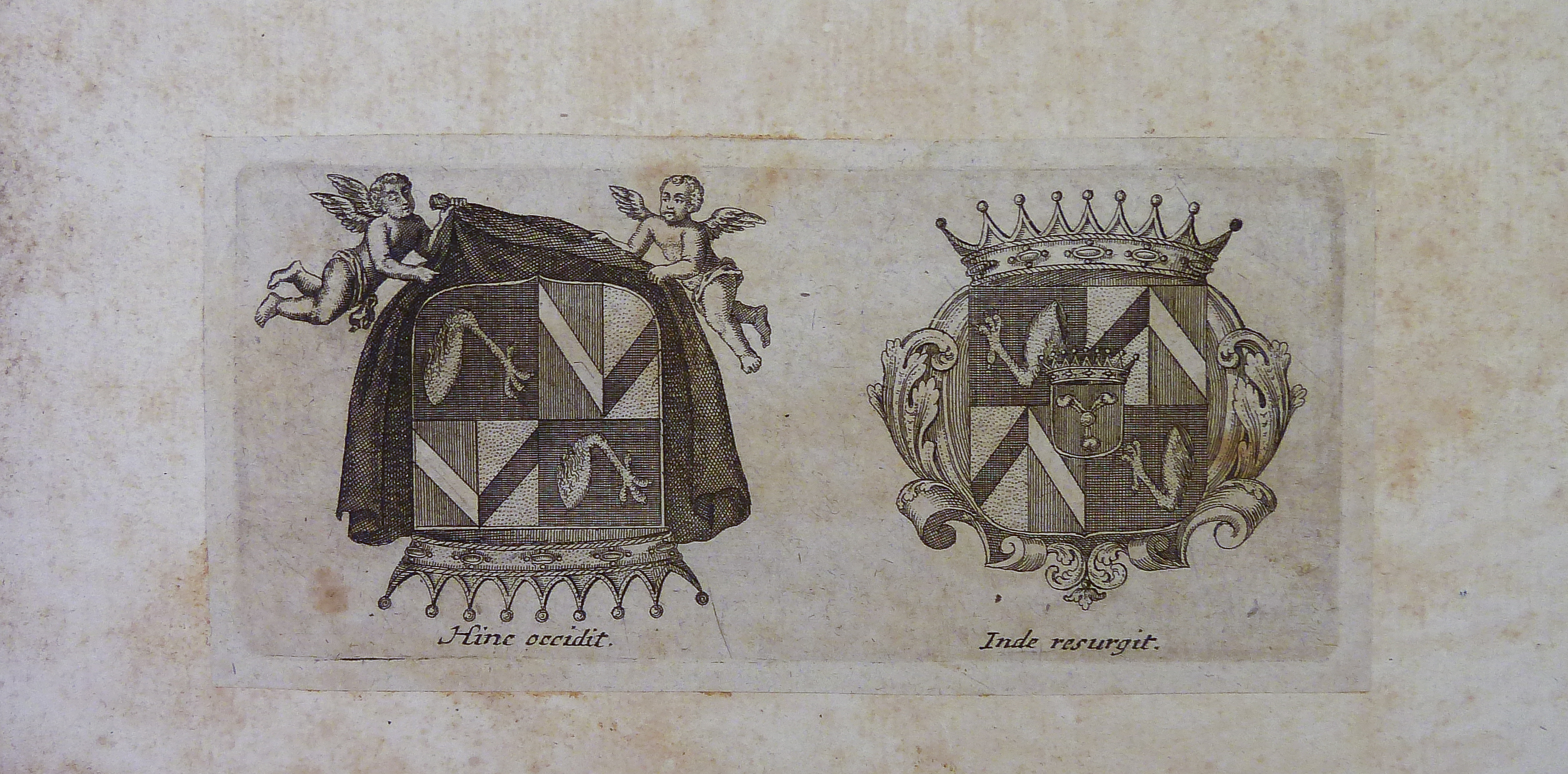
Exlibris pro Aloise Tomáše Rajmunda z Harrachu, 1708
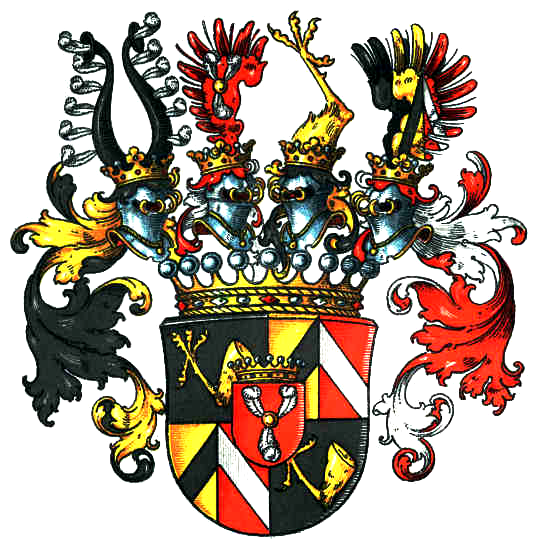
Erb hrabat z Harrachu na Rohrau a Thannhausenu

## Rodina
Alois z Harrachu se 22. dubna 1691 oženil s hraběnkou Marií Barborou ze Šternberka († 1694/95), ze sňatku vzešlo 5 dětí:
- Josef Filip Václav (28. prosince 1691 – 9. prosince 1693)
- František Václav (1692)
- Marie Filipína Josefa (9. ledna 1693, Vídeň – 2. dubna 1763, Praha), provdaná za Jana Františka, hraběte z Thun-Hohensteinu
- Ferdinand Leopold (21. prosince 1693 – 5. prosince 1694)
- Václav Bedřich (1694)

Podruhé se Alois Tomáš oženil 22. srpna 1695 s Annou Cecílií, hraběnkou z Thannhausenu (14. března 1674 – 15. února 1721) její predikát nosí rod Harrachů dodnes. Z manželství vzešlo 10 dětí:
- Bedřich August (1696–1749)
- Marie Anna (21. října 1698 – 14. září 1758), poprvé provdaná 1720 za hraběte Ludvíka Rabattu z Dornbergu a Canalu ( † 1721), z původně chorvatského rodu, podruhé za hraběte Zikmunda Gustava Hrzána z Harasova
- Karel Josef Gervasius (19. června 1700 – 20. června 1714, Pasov), kanovník v Salcburku a Pasově
- Marie Aloisie (13. ledna 1702 – 16. května 1775), provdala se 13. února 1721 za Františka Antonína, 3. knížete z Lamberka (30. září 1678 – 23. srpna 1759)
- František Antonín (13. prosince 1702 – 27. července 1707)
- Václav Leopold Josef Stanislav (13. listopadu 1703 – 29. června 1734 v bitvě u Parmy), rytíř Maltézského řádu
- Jan Arnošt Emanuel Josef, biskup nitranský (9. dubna 1705 – 17. prosince 1739, Řím), předtím kanovník v Salcburku
- Leopold Josef Jakub (27. dubna 1706 – 13. května 1706)
- František Josef Jan Antonín (8. března 1707 – 27. července 1707)
- Ferdinand Bonaventura II. (11. dubna 1708 – 28. ledna 1778), oženil se poprvé s hraběnkou Marií Alžbětou z Gallasu (18. ledna 1718, Řím – 8. ledna 1738), dcerou někdejšího neapolského místokrále, Jana Václava, hraběte z Gallasu, podruhé se oženil 9. října 1740 s hraběnkou Marií Rózou z Harrachu (20. srpna 1721 – 19. srpna 1785) svou neteří a dcerou Bedřicha Augusta

Potřetí se oženil 8. června 1721 s hraběnkou Marií Ernestinou z Ditrichštejna (13. července 1683 – 30. ledna 1744), vdovou po zmíněném Janu Václavovi z Gallasu, manželství zůstalo bezdětné, ale Marie přinesla do manželství severomoravské panství Janovice a severočeské panství Šluknov.